# Łężyca (Zielona Góra)
Łężyca (dawniej niem. Lansitz) – część miasta i osiedle Zielonej Góry, będące jednostką pomocniczą miasta. Do 31 grudnia 2014 roku wieś w gminie Zielona Góra.
W latach 1975–1998 należące do województwa zielonogórskiego.

## Historia
Jest to wieś o metryce średniowiecznej, która w XIV wieku była własnością rodu von Lesslau. Około 1300 roku odnotowano ją po raz pierwszy jako Lanzitz. Część wsi przeszła na własność Zielonej Góry na mocy decyzji książęcej, zawartej w dokumencie z 1422 roku. Wśród jej mieszkańców do XVIII wieku przeważała ludność polska, która przez stulecia uprawiała winną latorośl. We wsi około 1790 roku znajdowały się m.in. folwark i młyn wodny i w tym czasie w 81 gospodarstwach mieszkały 431 osoby.  
Do II wojny światowej we wsi nie zbudowano żadnego kościoła, a przynależność chrześcijan określona była do świątyń w innych miejscowościach. Katolicy należeli do zielonogórskiej parafii św. Jadwigi, a do kościoła polskiego, który znajdował się na placu Słowiańskim, należeli protestanci
W sierpniu 1945 r. w Łężycy osiedliło się kilkadziesiąt polskich rodzin ekspatriowanych z wioski Gniłowody w województwie tarnopolskim. W latach 80. XX wieku ks. dr Henryk Nowik, proboszcz parafii w Czerwieńsku zainicjował budowę w Łężycy kościoła filialnego pw. Matki Bożej Fatimskiej. W 2009 r. poniżej kościoła powstał Pomnik Ofiar Ludobójstwa na Kresach Wschodnich dokonanego przez Organizację Ukraińskich Nacjonalistów - Ukraińską Powstańczą Armię. Co roku wmurowywane są na nim kolejne tablice pamiątkowe.

## Zabytki
Do wojewódzkiego rejestru zabytków wpisane są:
- kaplica cmentarna z dzwonnicą drewnianą o konstrukcji słupowej na cmentarzu założonym zapewne w XVIII stuleciu została zbudowana w 1727 roku[2]. Obiekt założono na planie prostokąta i następnie oszalowano. Czworoboczną wieżę dostawiono do korpusu, którą w górnej kondygnacji uformowano ośmiobocznie. Korpus nakryto dachem dwuspadowym, wieżę namiotowym, gontowym. Łężycki obiekt sakralny służy miejscowym wiernym do dziś. Czynny jest w nim dzwon odlany w XIX wieku[2]
- domy nr 4, 83, 85 z 1868 roku, szachulcowe, z XVIII wieku/XIX wieku
- domy nr 56; 75, z połowy XIX wieku.